# Rue de la Gare (Bruxelles)
Pour les articles homonymes, voir Rue de la Gare.
La rue de la Gare (en néerlandais : Stationstraat) est une rue bruxelloise de la commune d'Etterbeek qui va de l'avenue Édouard de Thibault à la rue Abbé Cuypers en passant par la rue de la Grande Haie.
La rue a été tracée vers 1910. Elle tire son nom de la gare d'Etterbeek-Cinquantenaire (utilisée uniquement pour les marchandises), qui jouxtait directement cette ancienne rue commerciale, du côté impair. Le siège central de la banque ING, le Cours Saint-Michel ainsi qu'un ensemble d'immeubles et de supermarchés occupent désormais le site de l'ancienne gare.
La numérotation des habitations va de 3 à 21 pour le côté impair et de 2 à 44 pour le côté pair.